# 阿尔米拉
阿尔米拉（英語：Almira）是一个美國城镇，位於华盛顿州林肯郡。根據2010年的人口普查，當地人口為284人。

## 地理
阿尔米拉位于47°42′38″N 118°56′30″W / 47.710419°N 118.941762°W (47.710419,-118.941762)。
根据美国人口普查局，该镇的总面积為0.52平方英里（1.35平方）。

### 2010年人口普查
根據2010年人口普查，當地人口為284人，有119个家庭，84个家庭居住在镇裏。